# 雲光院 (江東区)
雲光院（うんこういん）は、東京都江東区にある浄土宗の寺院。

## 概要
1611年（慶長16年）、徳川家康の側室阿茶局（戒名：雲光院殿従一位尼公正誉周栄大姉）の開基である。
元々は、現在の日本橋馬喰町にあったが、火事等で度々移転を繰り返し、1683年（天和3年）に現在地に移転した。
「東照神君家康公の側室」ゆかりの寺院ということもあり、幕府の保護を受け、多くの塔頭を擁する大寺院であった。
明治時代になり、幕府の庇護を失ったため、傘下の塔頭寺院も分離独立したり、当院に吸収合併したりした。

## 墓所
- 阿茶局（開基、徳川家康の側室）
- 中坊秀祐（旗本、奈良奉行、筒井氏旧臣）
- 後藤三右衛門（商人、金座御金改役）
- 庄司甚右衛門（吉原遊郭の開設者）
- 初代竹本越路大夫（浄瑠璃大夫）
- 三代目野澤吉兵衛（浄瑠璃大夫、初代竹本越路大夫の子）

## 交通アクセス
- 清澄白河駅B2出口より徒歩4分（経路案内）。